# Константинович, Михаил Фёдорович
Михаил Фёдорович Константинович (1812—1867) — русский врач.

## Биография
В 1828 году окончил медицинский факультет Императорского Харьковского университета и служил преимущественно в военном ведомстве. В 1862 году — вице-директор военно-медицинского департамента.

## Труды
Кроме статей в «Военно-Медицинском Журнале», издал ряд наставлений волостным фельдшерам: «О подании врачебных пособий в различных детских болезнях» (СПб., 1862); «О собирании лекарственных растений для сельских аптечек» (вместе с Траппом, СПб., 1862); «О диетическом содержании беременных рожениц и новорожденных» (с Г. Лебедевым, СПб., 1862); «О подании врачебных пособий о перемежающейся лихорадке, злой корче и цинге» (с Н. Шайтановым, СПб., 1862). Им же исправлены вышедшие в 1861—1862 аналогичные наставления Ф. Августиновича, В. Гортынского, Чорбина и др.